# مايك دانتون
مايك دانتون (بالبولندية: Mike Danton)‏ هو لاعب هوكي الجليد بولندي وكندي، ولد في 21 أكتوبر 1980 في برامبتون في كندا.

## وصلات خارجية
- مايك دانتون على موقع دوري الهوكي الوطني (الإنجليزية)
- مايك دانتون على موقع EliteProspects.com (الإنجليزية)
- مايك دانتون على موقع HockeyDB.com (الإنجليزية)
- مايك دانتون على موقع Hockey-Reference.com (الإنجليزية)